# Роман-Ёль
Роман-Ёль — река в России, протекает по территории района Печора Республики Коми. Левый приток реки Кожвы.

## География
Устье реки находится в 4 км от устья Кожвы. Исток в болоте Роман-Нюр. Длина реки составляет 14 км.

## Этимология
В первой части составного гидронима личное имя Роман, ёль на языке коми означает «лесной ручей».

## Данные водного реестра
По данным государственного водного реестра России относится к Двинско-Печорскому бассейновому округу, водохозяйственный участок реки — Печора от водомерного поста у посёлка Шердино до впадения реки Уса, речной подбассейн реки — бассейны притоков Печоры до впадения Усы. Речной бассейн реки — Печора.
Код объекта в государственном водном реестре — 03050100212103000064525.